# آندرانووائو
آندرانووائو (به لاتین: Andranovao) یک منطقهٔ مسکونی در ماداگاسکار است که در ماینتریناوو واقع شده‌است. آندرانووائو ۱۲٬۰۰۰ نفر جمعیت دارد و ۱۴ متر بالاتر از سطح دریا واقع شده‌است.